# 傑克·丹
傑克·鄧恩（英語：Jack Dunn；1994年11月19日—）是一位英格蘭足球運動員。在場上的位置是前鋒。他現在效力於英格蘭足球全國聯賽球隊特兰米尔。他也代表英格蘭各級國青隊參賽。

## 外部連結
- Profile at liverpoolfc.com
- Profile （页面存档备份，存于） at TheFA.com